# Квакша Берты Лютц
Квакша Берты Лютц (Dendropsophus berthalutzae) — вид земноводных из семейства квакши. Эндемик Южной Америки: Бразилия (Cerrado). Встречаются во влажных субтропических и тропических лесах и болотах на высотах до 1200 метров над уровнем моря. Вид был впервые описан в 1962 году бразильским зоологом Вернером Бокерманном (Werner Bokermann, 1929—1995) под первоначальным названием Hyla berthalutzae Bokermann, 1962. Видовое название дано в честь Берты Луц (1894—1976), бразильского учёного-зоолога.